# Fast Company (película)
Fast Company (en España Tensión en el circuito) es una película de 1979 del director de cine canadiense David Cronenberg. Está protagonizada por William Smith, John Saxon y Claudia Jennings.

## Sinopsis
Lonnie "Lucky Man" Johnson es un famoso corredor de carreras automovilísticas a bordo de dragsters. Debido a su pericia ha logrado convertirse en el corredor estrella de su esponsor, Fast Company, empresa dirigida por Phil Adamson un hombre de dudosa reputación. Además Johnson se ha convertido en el mentor de un joven y prometedor corredor Billy "The Kid" Brooker.
Cuando Adamson hace un trato con el rival de Johnson, Gary "The Blacksmith" Black, el automóvil con el que hasta entonces este competía es robado. Cuando Johnson y Brooker se enteran deciden recuperarlo con la intención de participar con el, pero de manera independiente y sin vinculación con su anterior empresa, en la siguiente competición. Esta decisión enfurece a Adamson quien tratará de impedir por cualquier medio los planes de su ex estrella.

## Reparto
- William Smith - Lonnie "Lucky Man" Johnson
- Claudia Jennings - Sammy
- John Saxon - Phil Adamson
- Nicholas Campbell - Billy "The Kid" Brooker
- Don Francks - Elder
- Cedric Smith - Gary "The Blacksmith" Black
- Jodie Foster - Candy
- Robert Haley - P. J.
- George Buza - Meatball
- David Graham - Stoner
- David Petersen - Slezak
- Chuck Chandler - Edmonton
- Cheri Hilsabeck - Autoestopista
- Sonya Ratke - Autoestopista
- Michael Bell - Chuck Randall

## Producción
Aunque Fast Company se encuadre como una película de acción de serie B y parezca una anomalía en la filmografía de David Cronenberg el director ha manifestado en varias ocasiones ser un aficionado a los automóviles, su mecánica y ocasionalmente ha ejercido como piloto. Sin embargo el realizador admitió que aceptó realizar esta película de encargo como medio de encontrar financiación para su siguiente proyecto, The Brood (1979), producción aplazada por causas económicas en la que llevaba dos años trabajando. 
Durante el rodaje de la película Cronenberg tomó contacto con el director de fotografía Mark Irwin, el director de arte Carol Spier, el editor de sonido Bryan Day y el editor Ronald Sanders, quienes llegaron a ser habituales miembros de su equipo de filmación en sus siguientes obras.

## Recepción
La película obtiene valoraciones intermedias entre los críticos profesionales y en los portales de información cinematográfica. En FilmAffinity obtiene una valoración de 4,5 sobre 10 con 181 votos. IMDb le otorga una puntuación de 5,5 sobre 10 con 1.671 votos. El agregador de críticas Rotten Tomatoes le otorga una calificación de "fresco" en el 88% de las 8 críticas profesionales y en el 30% de las 2.143 valoraciones de los usuarios del portal.